# Казённое Село
Казённое Село — деревня в Самойловском сельском поселении Бокситогорского района Ленинградской области.

## История
КАЗЁННОЕ-СЕЛО — деревня Плутинского общества, прихода Озерского погоста. 

Крестьянских дворов — 36. Строений — 41, в том числе жилых — 40. Четыре мельницы и мелочная лавка. Жители занимаются рубкой, возкой и сплавом леса. 

Число жителей деревни по семейным спискам 1879 г.: 91 м. п., 96 ж. п.; по приходским сведениям 1879 г.: 93 м. п., 102 ж. п.

Сборник Центрального статистического комитета описывал её так:

КАЗЁННОЕ СЕЛО — деревня бывшая государственная, дворов — 32, жителей — 190; часовня, лавка. (1885 год)

В конце XIX — начале XX века деревня административно относилась к Деревской волости 5-го земского участка 3-го стана Тихвинского уезда Новгородской губернии.
В начале XX века близ деревни находился жальник.

КАЗЁННОЕ СЕЛО — деревня Плутинского общества, число дворов — 52, число домов — 52, число жителей: 137 м. п., 146 ж. п.; Занятия жителей: земледелие, фабричные работы. Река Тихвинка. Часовня, хлебозапасный магазин, 3 мелочные лавки. (1910 год)

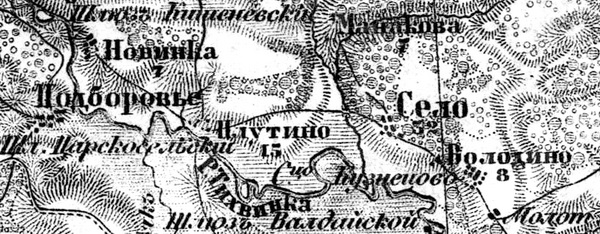
Деревня Казённое Село на карте 1917 года

Согласно карте Новгородской губернии 1917 года, деревня называлась Село и насчитывала 32 крестьянских двора.
С 1917 по 1918 год село Казённое входило в состав Деревской волости Тихвинского уезда Новгородской губернии.
С 1918 года, в составе Череповецкой губернии.
С 1924 года, в составе Пикалёвской волости.
С 1927 года, в составе Окуловского сельсовета Пикалёвского района.
В 1928 году население села составляло 320 человек.
С 1932 года, в составе Ефимовского района.
По данным 1933 года село Казённое входило в состав Окуловского сельсовета Ефимовского района.
С 1952 года, в составе Бокситогорского района.
С 1963 года, вновь в составе Ефимовского района.
С 1965 года вновь в составе Бокситогорского района. В 1965 году население села составляло 81 человекf.
По данным 1966 и 1973 годов деревня называлась Казённое Село и входила в состав Окуловского сельсовета Бокситогорского района.
По данным 1990 года деревня Казённое Село входила в состав Самойловского сельсовета.
В 1997 году в деревне Казённое Село Самойловской волости проживали 14 человек, в 2002 году — 9 (все русские).
В 2007 году в деревне Казённое Село Самойловского СП проживали 10 человек, в 2010 году — 4.

## География
Деревня расположена в северо-западной части района в конце автодороги 41К-295 (Окулово — Володино).
Расстояние до административного центра поселения — 20 км.
Расстояние до ближайшей железнодорожной станции Пикалёво на линии Волховстрой I — Вологда — 24 км. 
Деревня находится на правом берегу реки Тихвинки.

## Демография
| 1997 | 2002 | 2007 | 2010 | 2017 |
| ---- | ---- | ---- | ---- | ---- |
| 14   | ↘9   | ↗10  | ↘4   | ↗5   |